# Изузетно гласно и невероватно близу (роман)
Изузетно гласно и невероватно близу је роман америчког аутора Џонатана Сафрана Фора. Роман је издат 2005. године а преведен је на српски језик 2015. године. 
Наратор књиге је деветогодишњи дечак по имену Оскар Шел. У причи, Оскар открива кључ у вази која је припадала његовом оцу, годину дана након што је убијен у нападима 11. септембра. Ово откриће инспирише Оскара да по целом Њујорку тражи информације о кључу и затварању након очеве смрти. 

## Радња романа
Оскар Шел је деветогодишњи дечак чији је отац, Томас Шел, погинуо у терористичким нападима на Светски трговински центар 11. септембра 2001. Роман почиње после трагедије, а Оскар приповеда. Од очеве смрти, Оскар се бори са несаницом, нападима панике и депресијом. Осећај депресије често описује као ношење тешких чизама, а с тим се носи тако што себи задаје модрице. Његов однос са мајком је такође постао затегнут, посебно када је она почела да излази са мушкарцем по имену Рон, коме он замера што је заменио његовог оца.
Једног дана, у орману свог оца, Оскар проналази кључ у малој коверти унутар вазе коју је случајно разбио; у продавници кључева проналази име Блек и мисли да ово има неке везе са кључем. Знатижељан, Оскар креће у мисију да контактира сваку особу у Њујорку са презименом Блек у нади да ће пронаћи браву која припада кључу који је његов отац оставио иза себе, стварајући дневнинк са успоменама са свог путовања.
Једна од првих особа које Оскар среће је 48-годишња жена по имену Еби Блек. Оскар и Еби одмах постају пријатељи, али она нема информације о кључу. Оскар наставља да претражује град. Пред крај свог путовања Оскар упознаје старца кога назива „станаром“, јер је до тренутка сусрета Оскар за постојање старца чуо само од његове баке која га је називала новим станаром у свом стану. Читалац на крају књиге сазнаје да је „изнајмљивач“ заправо Оскаров деда, који је напустио своју баку док је била трудна са Томасом, иако Оскар не схвата ту везу.
Књига обухвата много месеци Оскаровог путовања, од којих га неке прати његов ексцентрични старији комшија, господин А. Блек, и они развијају блиско пријатељство. Након сусрета са женом по имену Рут у Емпајер стејт билдингу, која има своју историју са зградом, господин Блек завршава своја путовања са Оскаром, који се бори са његовим одласком. Касније покушава поново да посети господина Блека, али сазнаје да се преселио, вероватно да би био са Рут, и продаје свој стан, остављајући за собом картицу за Оскара са натписом „Оскар Шел: Син“. Осам месеци након што је Оскар први пут упознао Еби, проналази њену поруку на телефонској секретарици. Оскар није додирнуо тај телефон откако му је отац умро јер су последње речи његовог оца биле на идентичној телефонској секретарици коју је Оскар држао скривеном од своје мајке. Оскар сазнаје да га је Еби позвала директно након његове посете, рекавши да није била потпуно искрена према њему и да би могла да помогне. Оскар се враћа у Ебин стан након што је слушао ову поруку, а Еби га упућује свом бившем мужу, Вилијаму Блеку.
Када Оскар разговара са Вилијамом, сазнаје да је кључ некада припадао Вилијамовом оцу. У свом тестаменту, Вилијамов отац оставио је Вилијаму кључ од сефа, али Вилијам је већ продао вазу на продаји имања Томасу Шелу. Затим, Оскар каже Вилијаму нешто што "никада никоме није рекао" - прича о последњој поруци телефонске секретарице коју је Оскар добио од свог оца, током напада 11. септембра. Разочаран што кључ не припада њему, Оскар тада даје Вилијаму кључ и одлази кући љут и тужан, незаинтересован за садржај кутије. Оскар такође открива да је његова мајка све време знала за његове активности и да је контактирала све са именом Блек у Њујорку. После првих неколико посета позвала је сваког Блека са којим ће се састати и обавестила их да Оскар иде у посету и зашто. Као одговор, људи које је Оскар срео знали су унапред зашто долази и обично су се према њему понашали пријатељски.
Одлучивши да покуша да настави и помири се са очевом смрћу, Оскар се повезује са Роном након што је сазнао да је упознао своју мајку у групи за подршку након што је изгубио жену и ћерку у саобраћајној несрећи. На другу годишњицу очеве смрти, Оскар се састаје са "станаром" и они одлазе да ископају очев гроб. Размишљајући шта да стави у празан ковчег, „станар“ одлучује да закопа разна писма која је писао свом нерођеном сину. Убрзо по повратку кући, Оскар се мири са својом мајком и заклиње се да ће постати бољи и омогућити јој да поново пронађе срећу, а она му каже како ју је Оскаров отац лагао у свом последњем позиву, говорећи јој да се враћа кући, да би је уверила да не брине о његовој смрти. Пре одласка на спавање, Оскар вади своју фасциклу и наставља да преуређује странице уназад у покушају да поново проживи последњих неколико сати са својим оцем и постигне затварање.
Роман има паралелни наратив који се на крају спаја са главном причом. Ова приповест је приказана кроз низ писама које је Оскаров деда написао Оскаровом оцу Томасу, а Оскарова бака самом Оскару. Писма које је написао Оскаров деда објашњавају његову прошлост у Другом светском рату, његову прву љубав и брак са Оскаровом баком. Писма које је написала Оскарова бака објашњавају њену прошлост у сусрету са Оскаровим дедом, проблеме у њиховој вези и колико јој је Оскар важан. Сазнавши за смрт свог сина, Оскаров деда се одмах враћа у Њујорк и трага за Оскаром и његовом баком. Његова бака одлучује да га пусти да привремено живи са њом у њеном стану, што доводи до тога да они постају интимни, а он из далека бди над Оскаром пре него што га упозна. Убрзо након што је са Оскаром закопао писма, његов деда се враћа на аеродром где га прати Оскарова бака. Након разговора о рату, губитку вољених и браку, одлучују да остану на аеродрому неко време.
Последње странице су анимација у стилу кинеографа фотографије човека који пада са Светског трговинског центра. Анимација чини да човек изгледа као да пада нагоре.

### Ликови
- Оскар Шел је деветогодишњи протагониста романа. Он је ексцентричан, интелигентан и паметан дечак који се идентификује кроз низ занимања укључујући проналазача, ентомолога аматера, оригамисту и археолога аматера. Често размишља о дубљим темама и показује велику емпатију изнад онога што може имати просечан деветогодишњак. Његове мисли имају тенденцију да пређу у далеке идеје, као што су кола хитне помоћи која упозоравају пролазнике на озбиљност стања њихових путника и небодере налик биљкама, а он има неколико различитих хобија и колекција. Има велико поверење према странцима и лако склапа пријатељства, иако нема много пријатеља својих година. У филму се алудира да има Аспергеров синдром. Оскар помиње да је одведен на тестирање у својој првој интеракцији са Еби Блек, али каже да „...Тестови нису били коначни“.

- Оскарова мајка, Линда Шел, коју Оскар у књизи назива "мама", веома брине о својој породици. Након Томасове смрти, Линда каже Оскару: „Нећу се поново заљубити.“ Иако се подразумева да зна да Оскар трчи градом и састаје се са странцима, она му ипак дозвољава да то уради како би сазнао више о његовом оцу.

- Оскарова бака је љубазна жена која је веома заштитнички настројена према Оскару. Често га дозива, а Оскар по навици увек одговара са „добро сам“. Када је стигла у Сједињене Државе, прочитала је што више часописа како би се интегрисала у културу и језик. Као Анина (прва љубав Оскаровог деде) млађа сестра, она улази у буран брак са Оскаровим дедом, а пар се растаје пре догађаја у роману.

- Господин А. Блек је старији човек од сто три године, који живи у истој стамбеној згради као и Оскар, и придружује му се на неком његовом путу. Пре него што је упознао Оскара, господин Блек није напустио свој стан већ двадесет четири године, након што је имао прилично авантуристички живот. Скоро је глув и плаче након што је Оскар укључио своје слушне апарате после "дуго времена" где није могао да чује.

- Оскаров деда, Томас Шел старији (који се такође назива и "изнајмљивач") је важан лик у причи, иако се физички не сусреће са Оскаром до краја књиге. Након смрти његове прве љубави, Ане, Оскаров деда потпуно губи глас и самим тим тетовира речи „да“ и „не“ на рукама. Носи са собом "дневник" у који пише фразе које не може да изговори наглас. Оженио се Анином млађом сестром, Оскаровом баком.

- Ана је одсутан лик. Она је прва љубав Оскаровог деде. Оскаров деда се одмах заљубљује у њу. Умире у току бомбардовања Дрездена у Другом светском рату након што је рекла Оскаровом деди о својој трудноћи. Она је сестра Оскарове баке.

- Еби Блек је бивша жена Вилијама Блека. Има четрдесет осам година и живи сама. Она је пријатељска и добродошла према Оскару када он дође у њену кућу, иако одбија Оскарову понуду за пољубац.

- Оскаров отац, Томас Шел, умире пре него што су почели догађаји из књиге, пошто је био у Светском трговинском центру на дан напада. Оскар га се сећа као брижног, који мирише на лосион после бријања и увек певуши песму Битлса „I Am the Walrus". Томас Шел организује неколико експедиција за Оскара, попут игре за проналажење предмета из сваке деценије прошлог века. Ове авантуре са његовим оцем су један од разлога зашто Оскар започиње своје путовање око кључа.

- Стен је портир у згради у којој Оскар живи. Он упозорава Оскара када има пошту.

- Бакминстер је Оскарова мачка.

## Позадина приче
Џонатан Сафран Фор је инспирисао свог главног јунака када је имао потешкоћа са другим пројектом. У једном интервјуу, Фор је изјавио: „Радио сам на другој причи и управо сам почео да осећам да је то тешко. И тако, као споредни пројекат, заинтересовао сам се за глас овог клинца. Мислио сам да би то могло бити прича; можда не би било ништа. Ухватио сам себе како трошим све више времена на то и желим да радим на томе." На изазове писања романа дечјим гласом, Фор је одговорио: „Није баш дечји глас“, додајући да „да би се створила ова ствар која делује најстварније, обично није тако што се заправо даје најтачнија презентација од тога."
Фор је комбиновао лик који је развијао са заплетом у центру 11. септембра. Створио је причу из својих личних искустава и реакција у вези са терористичким нападима 11. септембра. Фор је спавао након што се вратио у Њујорк са путовања у Шпанију, када га је пробудио телефонски позив од пријатеља: „Рекао је: 'Мораш да упалиш ТВ, авион се срушио на тржни центар.' А онда је рекао: „Мислим да ће то бити веома чудан дан.“ У другом интервјуу, Фор је рекао: „Мислим да је већи ризик не писати о [9/11]. Ако си у мом положају — Њујорчанин који је веома дубоко осетио овај догађај и писац који жели да пише о стварима до којих дубоко осећа — мислим да је ризично избегавати оно што је пред вама."

## Теме
Главне теме романа укључују трауме, туговање, породицу и борбу између самоуништења и самоодржања. Сијен Ујтершут и Кристијан Верслујс су испитали специфичне врсте траума и мера опоравка кроз које пролазе Оскарова бака и деда након бомбашких напада у Дрездену и кроз које Оскар пролази након губитка оца. Они тврде да Оскар истовремено има жељу за смрћу и екстремну потребу за самоодржањем: Ова тема је одјекнула у Томасу Шелу, наглашеној кривици преживелог старијег и добро прикривеној неспособности Оскарове баке да се носи са својом траумом. Они такође тврде да, иако му Оскарово путовање да „пронађе“ свог оца не помаже да преброди своје трауматично искуство, оно му омогућава да се зближи са мајком. Фор пружа паралелу између Другог светског рата и напада од 11. септембра не само да би показао безвременост трауме и трагедије – како оне непристрасно утичу на људе, већ и како суочавање са траумом такође значи да се траума поново осврне.
Такође је важно приметити утицај дечјег наратора на делотворност теме трауме. У роману, Оскар се никада директно кроз своје приповедање не осврће на трауму са којом се суочио. Само кроз своје путовање кроз град и кроз писма својих бака и деда опонаша пут који се мора ићи када се носи са траумом.

## Културни утицај
Аутори су почели да пишу романе о 9/11 још 2002. као начин препознавања трагедије. Роман Џонатана Сафрана Фора био је један од многих који су се суочили са последицама напада очима Њујорчана. Међутим, фикција 11. септембра није само нови поджанр, већ и нова борба за многе ауторе. Ричард Греј је у својој књизи о књижевности 11. септембра после пада изјавио: „Ако је постојала једна ствар око које су се писци сложили као одговор на 11. септембар, то је био неуспех језика; терористички напади су учинили да алати њихове трговине изгледају апсурдно„. Постојала је жеља да се пише о искуству, да се препозна индивидуални утицај, као и већи друштвени утицај, уз уважавање оплакивања земље, али многим ауторима је то било тешко.
Фор користи дечјег наратора у покушају да се повеже са том борбом. Борба детета да разуме трауму одражава борбу са којом су се многи суочили након трауме напада 11. септембра.
Форов роман је био један од најпопуларнијих и најчитанијих романа овог поджанра фантастике након 11. септембра. Због своје велике популарности, њена порука је имала већи утицај од многих романа те врсте. Осим терористичких напада 11. септембра, роман осветљава и искуство страшне трагедије. Ребека Милер из Библиотечког журнала тврди да „Фор спретно истражује неспоразуме који се стварају када туга ућутка своје жртве.“ Роман даје смисао и пружа начин да се крене даље од туге специфичне катастрофе. „Мало књижевних дела успело је да извуче трајно значење, цело или фрагментарно, из низа катастрофа модерности... али Екстремно гласно и невероватно близу је једно од њих, које пружа алат за стварање разумевања туге и губитка.”

## Критика
Џон Апдајк, који је писао за The New Yorker, сматра да је роман „тањи, преоптерећен и сентиментално воденаст“ у поређењу са Форовим првим романом. Он је навео да „хиперактивна визуелна површина књиге прикрива извесну шупљу монотонију у њеној вербалној драми.“ У рецензији за The New York Times, Мичико Какутани је рекао: „Иако садржи тренутке потресних емоција и задивљујуће виртуозности који потврђују Уз безбројне пишчевске дарове господина Фора, роман у целини делује истовремено измишљено и импровизовано, шематски и насумично.“ Какутани је такође изјавио да је књига „заморна“ и идентификовао несимпатичног главног лика као главно питање. Тема дечјег наратора је спорна. Многи критичари су сматрали да је дечији приповедач невероватан и неповезан. Анис Шивани је слично рекао у чланку Хафингтон Поста под насловом „15 најпрецењенијих савремених америчких писаца“, тврдећи да се Фор „возио у сосном возу из романа 9/11 са овим романом, дајући нам деветогодишњака са мозгом двадесетосмогодишњег Џонатана Сафрана Фора.“
Упркос неколико неповољних критика, неколико критичара је роман оценило позитивно. Форов дечји наратор је представљен у критичком чланку под насловом „Десет најбољих приповедача за децу“ Џона Мулана из Гардијана 2009. године. The Spectator је навео да „Сафран Фор описује патњу која се шири по континентима и генерацијама“ и да је „књига срцеломачка: трагична, смешна, интензивно дирљива“. „Форов одличан други роман вибрира са детаљима тренутне трагедије, али успешно истражује универзална питања која траума доноси током своје плиме... Тешко је поверовати да би тако инхерентно тужна прича могла бити тако забавна, али Форово писање олакшава терет .“ Сем Мансон је у рецензији два романа о катастрофи тврдио: „Фор има природан дар да бира теме од великог значаја, а затим даје свој осебујни глас довољно оштро да се чује изнад њихове историјске галаме.“

## Филмска адаптација
Филмска адаптација романа објављена је 20. јануара 2012. године. Сценарио је написао Ерик Рот, а режирао Стивен Далдри. Том Хенкс, Сандра Булок, Џон Гудман, Вајола Дејвис, Макс фон Сидоу и Џефри Рајт глумили су у овом остварењу. Филм су продуцирали Paramount Pictures  и Warner Bros.

### Критике
- Extremely Cloying & Incredibly False review by Harry Siegel in New York Press
- Terror Comes to Tiny Town – review by Laura Miller in New York magazine
- A Bag of Tired Tricks – review by B. R. Myers in The Atlantic
- A tower of babble – review by Michel Faber in The Guardian